# Denys Lombard
Pour les articles homonymes, voir Lombard.
Denys Lombard, né le 4 février 1938 à Marseille et mort le 8 janvier 1998 à Paris, est un historien et universitaire français, directeur d'études à l'École des hautes études en sciences sociales et spécialiste de l'Asie de l'Est et du Sud-Est.

## Biographie
Denys Lombard est le fils de Maurice Lombard et d'Anne Lombard-Jourdan. Il fait ses études supérieures au lycée Louis-le-Grand et à la faculté des lettres de Paris, puis à l'École des langues orientales.
Il est chercheur à l'École française d'Extrême-Orient en poste à Jakarta (1966-1969) puis il est nommé directeur d'études à l'École des hautes études en sciences sociales en 1969. Il dirige la division des aires culturelles jusqu'en 1993. Il devint alors directeur de l'École française d'Extrême-Orient, où il développe les liens de l'École avec de nombreux pays et institutions. Un de ses souhaits était de resserrer les liens dans la communauté des asianistes européens.
L'œuvre de Denys Lombard couvre différents domaines : l'Asie du Sud-Est, le monde chinois, l'histoire maritime de l'Asie. Il a également créé le groupe « Archipel » et une revue périodique sur l'Asie du Sud-Est insulaire.
Denys Lombard comparait l'Asie du Sud-Est et la Mer de Chine méridionale au monde méditerranéen. C'est dans cet esprit qu'il avait organisé en 1997 un symposium international intitulé « La Méditerranée asiatique ».

## Publications

### Ouvrages
- Le Sultanat d'Atjeh, EFEO, 1967
- Le Carrefour javanais : essai d'histoire globale, EHESS, 1990
- Les Chinois de Jakarta, temples et vie collective (avec Claudine Salmon-Lombard), Maison des sciences de l'Homme, 1980
- Marchands et Hommes d'affaires asiatiques (édité avec Jean Aubin)
- Rêver l'Asie : exotisme et littérature coloniale aux Indes, en Indochine et en Insulinde (éditeur), EHESS, 1993
- Asia Maritima : images et réalité, Wiesbaden, Harrassowitz, 1994

### Édition scientifique
- Mémoires d'un voyage aux Indes orientales par Augustin de Beaulieu, Paris, EFEO et Maisonneuve & Larose, 1996   (ISBN 2706812443)